# Budezonid
Budezoníd je sintetični glukokortikoid, ki se uporablja v obliki za inhaliranje kot antiastmatik in zdravilo pri kronični obstruktivni pljučni bolezni, lokalno zdravilo za alergijski rinitis in nosne polipe (v obliki pršila za nos) ter peroralno in rektalno zdravilo za zdravljenje ulcerativnega kolitisa in drugih oblik vnetne črevesne bolezni.
Pri uporabi z inhaliranjem so pogosti neželeni učinki kašelj, okužba dihal in glavobol. Pri peroralni uporabi se pogosto pojavljajo utrujenost, bruhanje in bolečine v sklepih. Med hude neželene učinke budezonida spadajo povečana dovzetnost za okužbe, izguba kostne gostote in nastanek sive mrene. Ob dolgotrajni peroralni uporabi lahko pride do motenj delovanja nadledvičnic.  Budezonid je glukokortikoid z močnim lokalnim protivnetnim delovanjem. Ker pa se razgradi že pri prvem prehodu skozi jetra, ima malo sistemskih učinkov.
Budezonid so patenirali leta 1973, v klinični uporabi, in sicer kot zdravilo proti astmi, pa so ga začeli uporabljati leta 1981. Uvrščen je na seznam osnovnih zdravil Svetovne zdravstvene organizacije, torej med najpomembnejša učinkovita in varna zdravila, potrebna za normalno zagotavljanje zdravstvene oskrbe. Na tržišču so generične oblike zdravila.